# De Nieuwe Wereld (YouTube-kanaal)
De Nieuwe Wereld is een YouTube-kanaal en overkoepelend online-platform dat opgericht is door filosoof en universitair hoofddocent Ad Verbrugge, journalist Paul van Liempt en David van Overbeek.   
De Nieuwe Wereld heeft als motto Verdiepende gesprekken in een tijd van verandering. Het doel van De Nieuwe Wereld is om mensen vanuit verschillende disciplines − ondernemers, intellectuelen, wetenschappers − aan het woord te laten en na te denken over grote veranderingen in de economie en de samenleving.  
Een gesprek duurt meestal tussen de 45 en 75 minuten. Soms hebben gesprekken het karakter van een interview, maar meestal heeft de gespreksleider een tamelijk aanwezige rol.  
De Nieuwe Wereld heeft een sociaal-conservatief profiel met een sterk filosofische inslag. Er zijn regelmatig filosofen, sociologen en historici te gast om de hedendaagse veranderingen in een groter perspectief te plaatsen. Veelvoorkomende thema's zijn: de huizenmarkt, gezondheid, het onderwijsbestel en het geldsysteem. Het grote overkoepelende thema van De Nieuwe Wereld is de omgang met de hypermoderniteit waarin wij leven en waarin globalisering en digitalisering het menselijk leven diepgaand transformeren.
Aanvankelijk heette het kanaal Voor de Ommekeer maar die naam is tijdens het begin van de coronapandemie veranderd. De eerste uploads waren op 20 maart 2018; het betrof een interview met Jan Marijnissen, voormalig fractievoorzitter van de SP, en een interview met Pieter Cobelens, oud-directeur van de MIVD. De eerste aflevering onder de naam De Nieuwe Wereld werd geüpload op 18 april 2020. De Nieuwe Wereld heeft veel gesprekken opgenomen over corona en coronabeleid. Zo wordt de discussie over vaccinatie gekoppeld aan de filosofie van het lichaam, en wordt coronabeleid geanalyseerd tegen de achtergrond van institutionele ontwikkelingen in Nederland.  
Sinds 2021 zijn mede-oprichters Paul van Liempt en David van Overbeek niet meer actief bij het platform.

## Presentatoren
- Ad Verbrugge[5]
- Marlies Dekkers
- Jelle van Baardewijk
- Rogier van Bemmel
- Martijntje Smits
- Robert Vernooy

- Wouter Post
- Martin Sommer
- Jasper van Dijk
- Jurgen Tiekstra
- Durk Kooistra

### Voormalig presentatoren
- Arko van Brakel (2018)
- Bernard Hammelburg (2018)
- David van Overbeek (2018-2021)
- Paul van Liempt (2018-2021)
- Thomas Bollen (2020-2021)
- Willem de Witte (2022-2024)

## Uitgeverij
Naast het YouTube kanaal geeft De Nieuwe Wereld ook boeken uit in samenwerking met uitgeverij Ten Have van onder andere de Duitse dichter/filosoof Friedrich Jünger (broer van Ernst Jünger), Byung-Chul Han en Verbrugge.

## Afleveringen
Sinds de start zijn meer dan 2000 afleveringen verschenen, waaronder:

### 2025
| Gast                                                                  | Nr.  | Titel aflevering                                                             | Datum            |
| --------------------------------------------------------------------- | ---- | ---------------------------------------------------------------------------- | ---------------- |
| Max Pam, journalist, schaker, columnist, schrijver en programmamaker  | 2005 | De schaker, de columnist en de ontglippende tijdsgeest                       | 16 juli 2025     |
| Kader Abdolah, schrijver                                              | 2001 | "Je hoeft niet naar de hemel te kijken om God te vinden"                     | 12 juli 2025     |
| Rosanne Hertzberger, microbiologe, schrijfster en NSC-Tweede Kamerlid | 1999 | Hebben we te veel vertrouwen in experts en de wetenschap?                    | 10 juli 2025     |
| Robbert Wigt, auteur en docent Nederlandse taal- en letterkunde       | 1979 | Henk, Ingrid en de heks: de woordgenialiteit van Geert Wilders               | 21 juni 2025     |
| Arendo Joustra, oud-hoofdredacteur Elsevier Weekblad                  | 1960 | "Tegenspraak brengt ons verder"                                              | 2 juni 2025      |
| Pieter Klok, hoofdredacteur de Volkskrant                             | 1941 | Hoofdredacteur Volkskrant: "Mainstream media worden constant aangevallen!''  | 14 mei 2025      |
| Joram van Klaveren, voormalig PVV-Tweede Kamerlid                     | 1939 | Van PVV'er tot moslim: Joram van Klaveren over de islam en het westen        | 12 mei 2025      |
| Renske Leijten, voormalig SP-Tweede Kamerlid                          | 1928 | "Toeslagenschandaal was geen tunnel, maar een put"                           | 30 april 2025    |
| Paul Visser, theoloog en predikant                                    | 1918 | Paasgesprek: wat gebeurde er in de tuin van Getsemane?                       | 19 april 2025    |
| Martin Visser, econoom en journalist                                  | 1907 | Tarievenoorlog: politieke strijd met economische doelen                      | 8 april 2025     |
| Sarah Dobbe, SP-Tweede Kamerlid                                       | 1896 | "Eigen democratie niet ondergeschikt maken aan NAVO"                         | 28 maart 2025    |
| Dzsingisz Gabor, voormalig CDA-Tweede Kamerlid en staatssecretaris    | 1874 | Hoe goed begrijpen we Viktor Orbán?                                          | 6 maart 2025     |
| Tom Staal, journalist                                                 | 1866 | Journalistiek en politiek volgens Tom Staal: "Wat NSC doet slaat nergens op" | 26 februari 2025 |
| Remieg Aerts, emeritus hoogleraar Nederlandse geschiedenis            | 1853 | Fortuyn, Omtzigt en de macht van het woord                                   | 12 februari 2025 |
| Jan Roos, mediapersoonlijkheid                                        | 1834 | "Ze kunnen me veroordelen tot vijf jaar gevangenisstraf"                     | 22 januari 2025  |
| Leon de Winter, schrijver en columnist                                | 1832 | Bosbranden in Los Angeles en de situatie in Gaza                             | 20 januari 2025  |
| Jesse Frederik, onderzoeksjournalist en economieredacteur             | 1819 | Waarom verliest links steeds verkiezingen?                                   | 6 januari 2025   |

### 2024
| Gast                                                              | Nr.  | Titel aflevering                                                           | Datum             |
| ----------------------------------------------------------------- | ---- | -------------------------------------------------------------------------- | ----------------- |
| Jan van de Beek, wiskundige en etnoloog                           | 1761 | "Ongecontroleerde migratie is bedreiging voor democratie"                  | 11 november 2024  |
| Arjan Erkel, oud-directeur Artsen zonder Grenzen                  | 1759 | "Geef mensen geen slachtofferidentiteit"                                   | 9 november 2024   |
| Koen Petersen, VVD-senator en Amerikakenner                       | 1743 | Einddoel Witte Huis: Amerikaanse verkiezingen en de macht van de president | 24 oktober 2024   |
| Bart Nijman, columnist                                            | 1738 | Journalisten? Laffe bangheid ten top!                                      | 19 oktober 2024   |
| Charles Groenhuijsen, voormalig Amerika-correspondent             | 1737 | Op weg naar de Amerikaanse verkiezingen                                    | 18 oktober 2024   |
| Zihni Özdil, columnist en voormalig GroenLinks-Tweede Kamerlid    | 1707 | "De democratie is weer tot leven gekomen"                                  | 19 september 2024 |
| Chris Aalberts, auteur en onderzoeker politieke communicatie      | 1695 | "De meeste politiek is voor mensen niet zichtbaar"                         | 5 september 2024  |
| Midas Dekkers, bioloog                                            | 1680 | "Ontkennen dat rassen bestaan lost niets op"                               | 21 augustus 2024  |
| Anton van Hooff, oudhistoricus                                    | 1674 | Dood, grafcultuur en euthanasie in de oudheid                              | 15 augustus 2024  |
| René Cuperus, historicus en publicist                             | 1643 | "Populisme is een opstand in het paradijs"                                 | 15 juli 2024      |
| Mischa Blok, radiopresentatrice                                   | 1640 | Over de kunst van het gesprek                                              | 12 juli 2024      |
| Derk Jan Eppink, voormalig Europarlementariër                     | 1604 | Op naar één Europa?                                                        | 4 juni 2024       |
| Arjo Klamer, hoogleraar humane economie                           | 1604 | Op naar één Europa?                                                        | 4 juni 2024       |
| Jaap Cohen, historicus en biograaf                                | 1547 | Theo van Gogh: briljant briefschrijver en provocateur                      | 10 april 2024     |
| Hans Spekman, voormalig PvdA-partijvoorzitter                     | 1521 | Waarom had Wilders wel een antwoord op de radeloosheid in het land?        | 18 maart 2024     |
| Hans Renders, hoogleraar geschiedenis en theorie van de biografie | 1519 | Woke op de universiteit. "Door gevaarlijke gekken omringd"                 | 16 maart 2024     |
| Jaco Kleynhans, hoofd internationale betrekkingen Solidariteit    | 1501 | Amerika, een zwak land met heel veel wapens                                | 27 februari 2024  |
| Patrick Van Gompel, journalist                                    | 1494 | "Zet vier Nederlanders bij elkaar en je hebt vijf meningen"                | 20 februari 2024  |
| Thomas Slabbers, data-analist                                     | 1473 | Elon & The Everything App                                                  | 1 februari 2024   |
| Jasper van Dijk, voormalig SP-Tweede Kamerlid                     | 1460 | Onderwijs, Oekraïne, arbeidsmigratie en de toekomst van links              | 15 januari 2024   |
| Martin Koolhoven, filmregisseur en scenarioschrijver              | 1455 | Is 'Napoleon' het Waterloo van Ridley Scott?                               | 9 januari 2024    |

### 2023
| Gast                                                  | Nr.  | Titel aflevering                                            | Datum            |
| ----------------------------------------------------- | ---- | ----------------------------------------------------------- | ---------------- |
| Mike Eman, oud-premier van Aruba                      | 1414 | Politiek niet reduceren tot cijfers en geld                 | 27 november 2023 |
| Emanuel Rutten, filosoof                              | 1363 | "Het bestaan van God kan rationeel bewezen worden"          | 4 oktober 2023   |
| Thomas Hertog, theoretisch natuurkundige              | 1269 | Een nieuwe kijk op de oorsprong van ons universum           | 21 juni 2023     |
| Kees Vlaardingerbroek, musicoloog en artistiek leider | 1210 | De cultuursector dreigt een cultuursekte te worden          | 17 april 2023    |
| Arnout Jaspers, wetenschapsjournalist                 | 1201 | Het stikstofbeleid is veel te streng                        | 7 april 2023     |
| Gert-Jan van der Heiden, hoogleraar metafysica        | 1178 | Het filosofische erfgoed van Paulus                         | 16 maart 2023    |
| Martin Sommer, journalist en historicus               | 1175 | Zijn de PvdA en GroenLinks wel zo compatibel als ze lijken? | 14 maart 2023    |
| Syp Wynia, journalist, uitgever en columnist          | 1141 | Het gave gidsland van Syp Wynia                             | 5 februari 2023  |
| Laurens Buijs, sociaalwetenschapper en publicist      | 1130 | "Woke maakt debat onmogelijk"                               | 25 januari 2023  |
| Theo Maassen, cabaretier                              | 1103 | "Humor is, net als seks, een kwestie van overgave"          | 3 januari 2023   |

### 2022
| Gast                                                       | Nr.  | Titel aflevering                                             | Datum            |
| ---------------------------------------------------------- | ---- | ------------------------------------------------------------ | ---------------- |
| Wierd Duk, historicus en journalist                        | 1102 | Het verdriet van Nederland                                   | 28 december 2022 |
| Ewald Engelen, financieel geograaf, politicus en publicist | 1102 | Het verdriet van Nederland                                   | 28 december 2022 |
| Barbara Oomen, hoogleraar mensenrechten                    | 821  | Het belang van grondrechten in een democratische rechtsstaat | 30 januari 2022  |

### 2021
| Gast                                                                             | Nr. | Titel aflevering                                                                          | Datum            |
| -------------------------------------------------------------------------------- | --- | ----------------------------------------------------------------------------------------- | ---------------- |
| Mark Tuitert, olympisch kampioen en auteur                                       | 744 | De stoïsche levenshouding als leidraad                                                    | 19 november 2021 |
| Henk Oosterling, filosoof                                                        | 737 | Verzet in een tijd van eco-paniek                                                         | 12 november 2021 |
| Jean Pierre Rawie, dichter                                                       | 710 | U schrijft prachtige sonnetten, maar wat doet u eigenlijk?                                | 10 oktober 2021  |
| Maurice de Hond, opiniepeiler                                                    | 658 | Hoe overheid en virologen de rol van aerosolen blijven miskennen                          | 11 augustus 2021 |
| Francine Houben, architect-directeur                                             | 627 | Hoe gaat de pandemie de architectuur beïnvloeden?                                         | 8 juli 2021      |
| Keyvan Shahbazi, schrijver, columnist, politiek adviseur en cultureel psycholoog | 625 | Westerse media veel te naïef over Iran                                                    | 6 juli 2021      |
| Talitha Muusse, onderneemster en voormalig Op1-presentatrice                     | 591 | Hebben we een gezond medialandschap?                                                      | 2 juni 2021      |
| Miriam Rasch, filosoof en schrijver                                              | 579 | Hoe dataïsme onze menselijkheid op het spel zet                                           | 31 mei 2021      |
| Willem Middelkoop, publicist                                                     | -   | (ongenummerde aflevering) Wordt Bitcoin het fundament onder een nieuw financieel systeem? | 30 april 2021    |
| Bert Slagter, schrijver en economisch analist                                    | -   | (ongenummerde aflevering) Wordt Bitcoin het fundament onder een nieuw financieel systeem? | 30 april 2021    |
| Theo Schetters, bijzonder hoogleraar en bioloog                                  | 529 | Gezonde mensen massaal vaccineren is onverantwoord                                        | 27 maart 2021    |
| Alex Brenninkmeijer, oud-ombudsman en lid van de Europese Rekenkamer             | 517 | Toeslagenaffaire: Hoe verder na 'Ongekend onrecht'?                                       | 16 maart 2021    |
| Raymond Mens, politicoloog en Amerikakenner                                      | 507 | "Trump is nog lang niet van het politieke podium"                                         | 5 maart 2021     |

### 2020
| Gast                                                               | Nr. | Titel aflevering                                                                                    | Datum            |
| ------------------------------------------------------------------ | --- | --------------------------------------------------------------------------------------------------- | ---------------- |
| Pieter Omtzigt, politicus                                          | 406 | De toeslagenaffaire: het gevaar van geperverteerde instituties                                      | 17 november 2020 |
| Josse de Voogd, geograaf                                           | 310 | "Debat over diversiteit is ideologisch en grootsteeds"                                              | 13 juli 2020     |
| Gert Oostindie, hoogleraar koloniale en postkoloniale geschiedenis | 309 | Maak van afschaffing slavernij nationale feestdag                                                   | 15 juli 2020     |
| Willem Engel, dansleraar/activist                                  | 263 | Dwarsdenker Willem Engel claimt dat virus al weg is. Heeft hij een punt? (aflevering is verwijderd) | 6 juni 2020      |
| Anneloes van Staa, lector Transities in Zorg                       | 265 | Het verdriet van verpleegkundigen: veel erkenning, weinig inspraak                                  | 2 juni 2020      |
| Jort Kelder, journalist en televisiepresentator                    | 260 | Media zijn in deze coronacrisis deel van het probleem                                               | 29 mei 2020      |
| Tamara de Weijer, huisarts                                         | 247 | Voedselindustrie en ongezonde levensstijl mede debet aan corona-doden                               | 9 mei 2020       |
| Pierre Capel, emeritus hoogleraar experimentele immunologie        | 224 | Hoe beïnvloeden emoties onze immuniteit in tijden van corona?                                       | 15 april 2020    |
| Rob de Wijk, hoogleraar internationale betrekkingen                | 218 | De nieuwe wereldorde: China als wereldmacht                                                         | 19 maart 2020    |

### 2019
| Gast                           | Nr. | Titel aflevering                                                        | Datum            |
| ------------------------------ | --- | ----------------------------------------------------------------------- | ---------------- |
| Saskia Noort, schrijver        | 181 | Over angst en feminisme: MeToo heeft in Nederland weinig gevolgen gehad | 30 december 2019 |
| Oos Kesbeke, ondernemer        | 132 | "Wij hebben de augurk weer een beetje sexy gemaakt"                     | 9 juli 2019      |
| Anne Fleur Dekker, opiniemaker | 100 | Feministen moeten meer voorbij oude links-rechts schema's denken        | 12 april 2019    |

### 2018
| Gast                                             | Nr. | Titel aflevering                                   | Datum         |
| ------------------------------------------------ | --- | -------------------------------------------------- | ------------- |
| Eimert van Middelkoop, oud-minister van defensie | 28  | Brussel moet waken voor morele zelfverheffing      | 28 mei 2018   |
| Sylvana Simons, politicus, en anderen            | 8   | Transformaties in de Nederlandse taal              | 27 maart 2018 |
| Jan Marijnissen, politicus                       | 2   | Hoe links ten onderging in de Nederlandse politiek | 20 maart 2018 |
| Pieter Cobelens, oud-directeur van de MIVD       | 1   | Het Wiv-referendum en de veiligheid in Nederland   | 20 maart 2018 |